# سیارک ۶۹۴۹
سیارک ۶۹۴۹ (به انگلیسی: 6949 Zissell، نامگذاری:1982RZ) شش هزار و نهصد و چهل و نهمین سیارک کشف شده‌است که در ۱۱ سپتامبر ۱۹۸۲ کشف شد.